# Blanche-Joséphine Le Bascle d'Argenteuil
Blanche-Joséphine Le Bascle d'Argenteuil (Paris, 22 de abril de 1787 — Paris, 10 de setembro de 1851) foi uma escritora francesa.